# Polysphincta boops
Polysphincta boops là một loài tò vò trong họ Ichneumonidae.